# Đại Trung Thái Cổ
Đại Trung Thái Cổ (Mezoarchean, Mezoarchaean) là một đại trong niên đại địa chất của Trái Đất kéo dài từ khoảng 3.200 triệu năm trước (Ma) tới khoảng 2.800 Ma. Nó là phần thứ ba của liên đại Thái Cổ, tiếp ngay sau đại Cổ Thái Cổ. Niên đại của nó được xác định bằng địa thời học mà không tham chiếu đến các tầng đá cụ thể nào của Trái Đất. Các hóa thạch từ Australia chỉ ra rằng các tấm đệm vi khuẩn lam dưới dạng stromatolit đã sống trên Trái Đất kể từ thời kỳ thuộc đại Trung Thái Cổ này. Siêu lục địa Ur có lẽ đã hình thành trong giai đoạn này. Băng hà Pongola diễn ra khoảng 2.9 tỉ năm trước (Ga).
Đại Trung Thái Cổ kết thúc khi đại Tân Thái Cổ (Neoarchean) bắt đầu.